# シカ属
シカ属（シカぞく、Cervus）は、シカ科の1属である。以下の種が現生である。
- Cervus albirostris - クチジロジカ
- Cervus canadensis - アメリカアカシカ（ワピチ、エルク）
- Cervus nippon - ニホンジカ
- Cervus elaphus - アカシカ

日本にはニホンジカが広く生息する。
遺伝的にシカ属は、東ユーラシア・北アメリカclade（ワピチ・ニホンジカ・クチジロジカ）と西ユーラシアclade（アカシカ）に分けられることが判明している。